# 世にも憂鬱なハムレットたち
『世にも憂鬱なハムレットたち』（よにもゆううつなハムレットたち、原題: A Midwinter's Tale または In the Bleak Midwinter）は、ケネス・ブラナー監督、脚本による1995年のイギリス映画である。

## ストーリー
落ち目の俳優のジョー・ハーパーが、起死回生を賭けて、クリスマスに故郷の教会で『ハムレット』を上演することを企画し、集まった三流役者たちと共に奮闘する。

## キャスト
- ジョー・ハーパー: マイケル・マロニー
- ジュリア・サワラ
- ジョーン・コリンズ
- ジョン・セッションズ
- リチャード・ブライアーズ
- ニック・ファレル
- マーク・ハッドフィールド
- ジェニファー・ソーンダース
- ジェラード・ホラン
- セリア・イムリー
- ヘッタ・チャーンレイ

## 受賞・ノミネート
| 映画祭・賞             | 部門     | 候補             | 結果       |
| ---------------------- | -------- | ---------------- | ---------- |
| ヴェネツィア国際映画祭 | 金獅子賞 | ケネス・ブラナー | ノミネート |
| ヴェネツィア国際映画祭 | 監督賞   | ケネス・ブラナー | 受賞       |